# Saïd Tahiri
Pour les articles homonymes, voir Tahiri.
Saïd Tahiri (en arabe : سعيد الطاهري), né le 25 janvier 1964, est un arbitre de football international marocain.

## Carrière
Il a officié dans des compétitions majeures : 
- Coupe du Maroc de football 2003 (finale) ;
- Coupe du Maroc de football 2008 (finale).